# Grab des Markgrafen Yi von Zeng

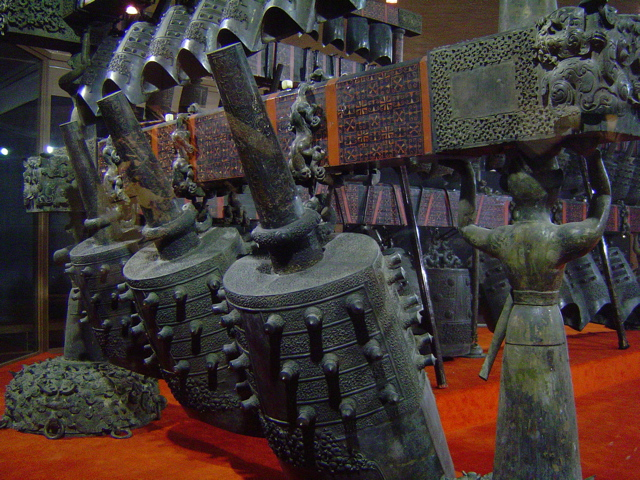
Nahaufnahme des Glockenspiels aus dem Grab des Markgrafen Yi von Zeng (Zēng hóu Yǐ biānzhōng) im Provinzmuseum Hubei in Wuhan

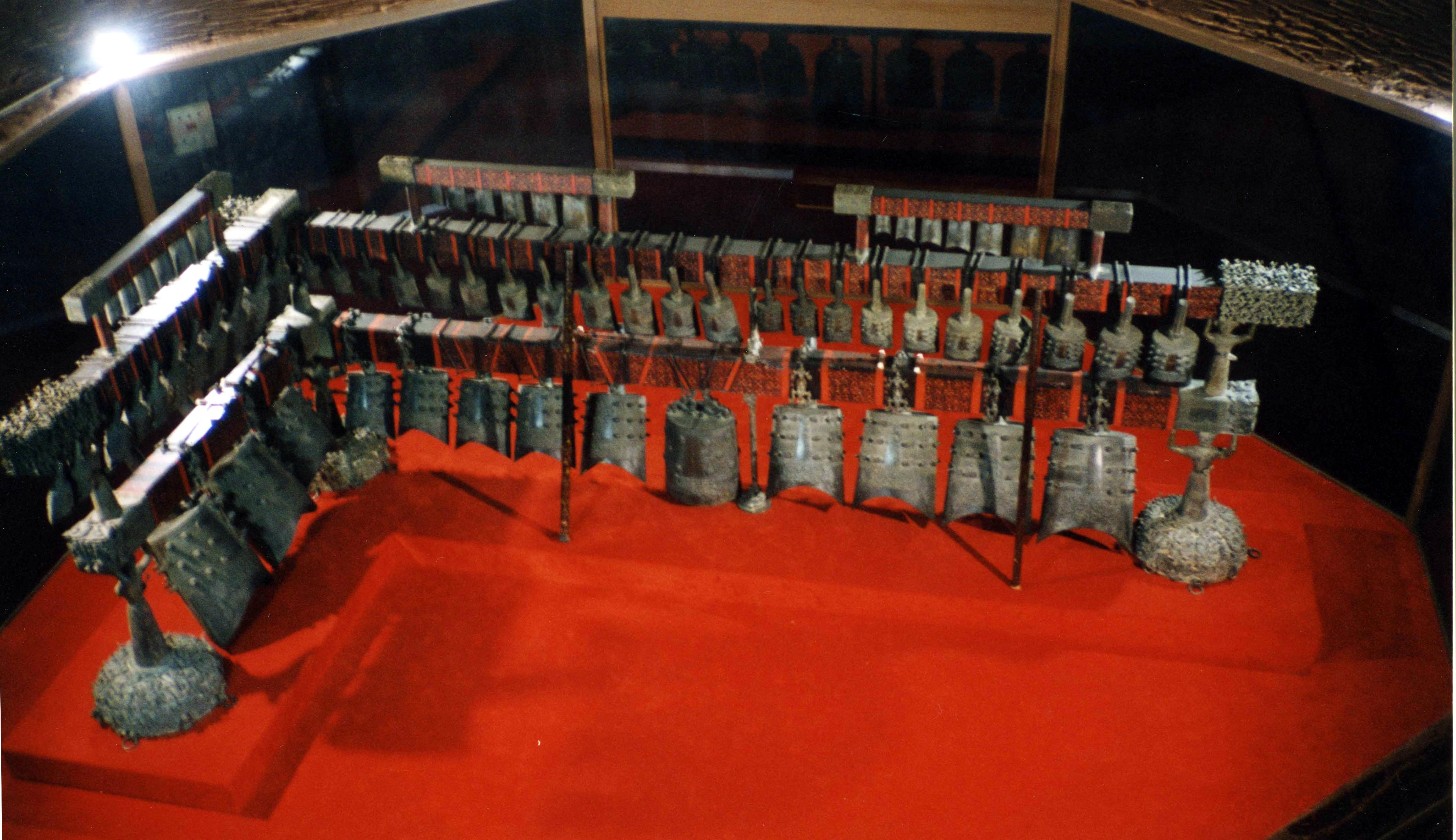
Das Glockenspiel in einer Gesamtaufnahme

Das Grab des Markgrafen Yi von Zeng (chinesisch 曾侯乙墓, Pinyin Zēng hóu Yǐ mù, englisch Tomb of Marquis Yi of Zeng), das auch unter der Bezeichnung Grab des Markgrafen von Zeng in Suizhou (chinesisch 随州曾侯墓, Pinyin Suízhōu Zēng hóu mù, englisch Tomb of the Marquis of Zeng in Suizhou) bekannt ist, ist eine bedeutende archäologische Stätte aus der frühen Zeit der Streitenden Reiche (475–221 v. Chr.). Sie befindet sich in Leigudun (擂鼓墩,  Léigǔdūn), nur wenige Kilometer nordwestlich von Suizhou (随州) (dem früheren Kreis Suixian) in der Provinz Hubei, China und wurde 1978 ausgegraben.

## Fundgegenstände
Der Fund wird kurz nach 433 v. Chr. datiert. Das Grab enthielt die sterblichen Überreste des Markgrafen Yi von Zeng (Zeng hou Yi). Zeng (曾) war ein kleinerer Staat, der bereits vollständig unter dem Einfluss seines mächtigeren Nachbarn, des Staates Chǔ, stand.
Aus einer Inschrift einer im Grab entdeckten großen Glocke (鎛 / 镈,  bó) geht hervor, dass sie dem Markgrafen im Jahr 433 v. Chr. von König Hui (惠) von Chu (Chǔ Huì wáng) geschenkt worden war.
Das Grab wurde aus großen Holzbalken gezimmert, es misst ca. 220 m². In die Grube wurden vier Sargkammern gebaut, die nur durch kleine Öffnungen miteinander verbunden sind. Die nördlichste Kammer ist die kleinste und enthält militärische Artefakte. Die östliche Kammer enthielt das Grab des Markgrafen Yi, der in einem in einen größeren lackierten Sarg eingelassenen kleineren hölzernen lackierten Sarg ruhte.
Diese Kammer enthielt auch acht andere Särge, die die sterblichen Überreste von acht Frauen enthielten. Die westliche Kammer enthielt dreizehn Särge, die die sterblichen Überreste von dreizehn weiteren Frauen enthielten. Abgesehen von einer begrabenen Frau mittleren Alters stellten die anderen mitbegrabenen jungen Frauen im Alter von ca. 13–25 Jahren das Grabgeleit (xunzang - 殉葬) für den Verstorbenen dar.
Die zentrale Kammer ist die größte. Von den über 7000 Grabbeigaben ist der vollkommen erhaltene Satz von für Hof- und Ritualmusik verwendeten Musikinstrumenten äußerst selten. Er ist eine für die Geschichte der alten Musik Chinas beispiellose Entdeckung.
Die berühmteste Entdeckung in dem Grab ist der Satz eines bianzhong (編鐘 / 编钟,  biānzhōng), eines bronzenen Glockenspiels aus 65 Glocken (1 bozhong, 45 yongzhong, 19 niuzhong). Die Glocken sind in drei Reihen übereinander an einem aus Holz und Bronzeelementen angefertigten Gestell aufgehängt. Das Glockenspiel erforderte zum Spiel eine Truppe aus fünf Personen, die es mit Holzhämmern zum Klingen brachten. Die Glocken erzeugen zwei unterschiedliche Töne, je nachdem ob sie in der Mitte oder am Rande angeschlagen werden. Das Glockenspiel hat einen Tonumfang von fünf Oktaven. Die mit daran aufgehängte bereits erwähnte große Glocke (bó) gehört nicht zu dem Satz.
Außerdem wurde ein Klangsteinspiel (編磬 / 编磬,  biānqìng) aus 32 Klangsteinen entdeckt, die in zwei Reihen übereinander an einem Gestell aufgehängt sind, darüber hinaus fand man Trommeln gu, eine zehnsaitige Griffbrettzither guqin, eine Wölbbrettzither se mit 25 Saiten, Mundorgeln sheng und Panflöten paixiao.
Das Glockenspiel und das Klangsteinspiel haben alle die Stimmung betreffende Inschriften, sie zählen insgesamt über 3000 Schriftzeichen.
Auf den über 240 entdeckten Bambustäfelchen befinden sich insgesamt mehr als 6000 Schriftzeichen, sie zählen zu den ältesten bis heute entdeckten Bambustäfelchen und diejenigen mit den meisten Schriftzeichen. Etliche exquisite Bronzegeräte, Jadeobjekte und Lackwaren sowie viele vollständig intakte Waffen und Flaggen sind ebenfalls eine bislang noch dagewesene Entdeckung.

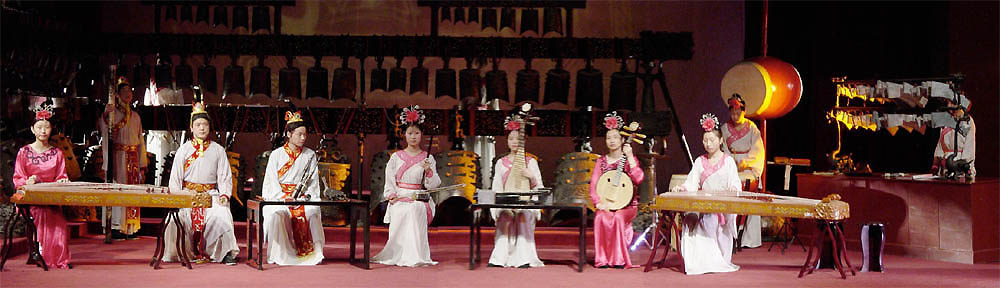
Konzert auf Nachbauten antiker Musikinstrumente im Provinzmuseum Hubei (Wuhan). Das Glockenspiel (bianzhong) befindet sich im Hintergrund, das Klangsteinspiel (bianqing) auf der rechten Seite

## Glockenspiel im Nachbargrab
1981 wurde ein weniger gut erhaltenes kleineres Grab in ca. 100 m Entfernung entdeckt. Es enthielt die sterblichen Überreste einer Verwandten des Markgrafen Yi. Dieses Grab enthielt ein kleineres Glockenspiel aus 36 Bronzeglocken sowie weitere Musikinstrumente.